# Tarachodes oxynotus
Tarachodes oxynotus är en bönsyrseart som beskrevs av Scott LaGreca 1952. Tarachodes oxynotus ingår i släktet Tarachodes och familjen Tarachodidae.

## Underarter
Arten delas in i följande underarter:
- T. o. oxynotus
- T. o. tenuis